# Ignis Fatuu
Ignis Fatuu est un groupe allemand de medieval rock, originaire de Nuremberg.

## Histoire
Ignis Fatuu est formé en novembre 2004 à Nuremberg. Après quelques changements de line-up, Alexander Trappe les rejoints en 2006. En 2007, le groupe sort un CD de promotion avec 5 chansons. Un an plus tard, le groupe a participé au Festival-Mediaval, où il se produit avec des groupes comme Ingrimm, Arundo et Zwielicht. En 2009, Volker Semmelmann devient le bassiste du groupe. Ils sortent leur premier album, Es werde Licht, après avoir signé un contrat de distribution avec Danse macabre,. En 2010, ils passent au label Trollzorn Records.
Le groupe joue à différents festivals de musique médiévale : Hörnerfest 2008 à Brande-Hörnerkirchen, tanzt! 2008 et 2010 à Kufstein, Feuertanz Festival 2010 à Abenberg, M'era Luna 2010 à Hildesheim, Celtic Rock Open Air 2010 au château de Greifenstein, et les Bordun Rocknächte 2010 à Schkopau.
En 2011, Ignis Fatuu fait la première partie de Feuerschwanz et se produit au festival Ragnarök et au festival Hexentanz. Ils se produisent également au festival Mediaval, au Wacken Open Air, au Schlosshof et au Burgfolk Festival. Le 1er avril de la même année, le deuxième album studio sort sous le titre Neue Ufer,,,. À partir de février 2012, Peter Müller (Peter Pathos) rejoint le groupe en tant que guitariste supplémentaire. Le chanteur Alexander Trappe quitte la formation à la fin de la saison live 2012 ; le nouveau chanteur est P.G. (anciennement Merlons Lichter). En novembre 2013, deux des trois membres fondateurs d'Ignis Fatuu, Alexander Zwingmann et Robert Herold, quittent le groupe.
Le 24 mars 2014, l'album Unendlich viele Wege,,, se classe 91e dans les charts allemands. D'autres changements de personnel ont lieu en 2014 et 2015. En 2015, le groupe joue au Feuertanzfestival et au festival Medial. Elle annonce la sortie de son prochain album pour l'année 2016. 

## Discographie
- 2007 : 5-Track-Promo-CD
- 2009 : Es werde Licht (album, Danse macabre)
- 2011 : Neue Ufer (album, Trollzorn Records)
- 2013 : Wenn alle Worte schweigen (single, Trollzorn Records)
- 2014 : Unendlich viele Wege (album, Trollzorn Records) (91e place des charts allemands[12])
- 2016 : Meisterstich (album, Trollzorn Records)